# Eric Addo
Eric Pappoe Addo (født 12. november 1978 i Accra, Ghana) er en tidligere ghanesisk fodboldspiller, der spillede som midterforsvarer. I løbet af sin karriere har han optrådt for Noble Harrics, Club Brugge, PSV Eindhoven, Roda og FC Eindhoven samt for det ghanesiske landshold

## Landshold
Addo nåede af spille 45 kampe for Ghanas landshold, som han debuterede for i 2003. Han har repræsenteret sit land ved både VM i 2006 i Tyskland samt Africa Cup of Nations i både 2008 og 2010.